# Бурлак (робітник)

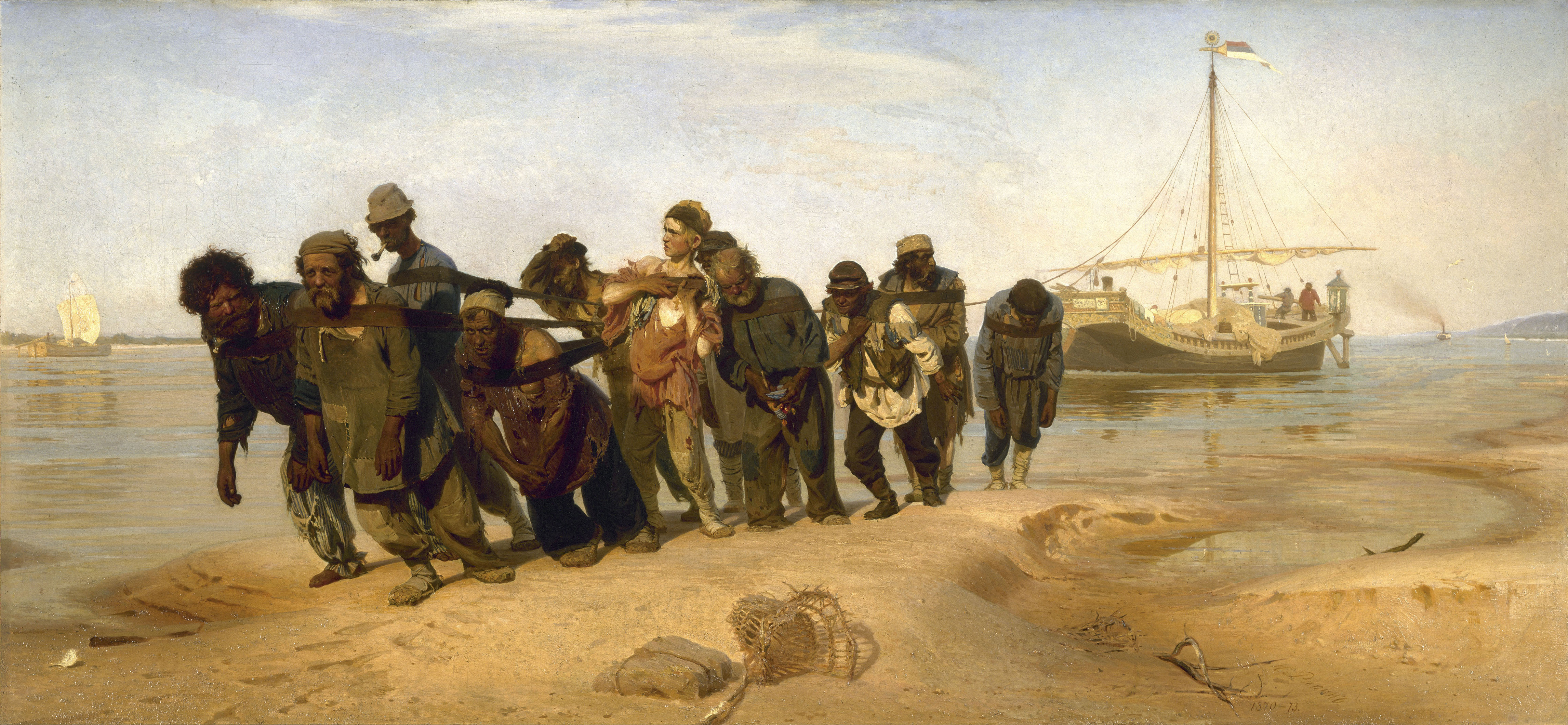
І. Ю. Рєпін. «Бурлаки на Волзі», 1870—1873.

Бурла́к (рос. бурла́к), також галівни́к — найманий робітник у Росії XVI — початку XX століть, що в складі артілі тягнув линвою (бичовою) річкове судно вгору проти течії.

## Назва

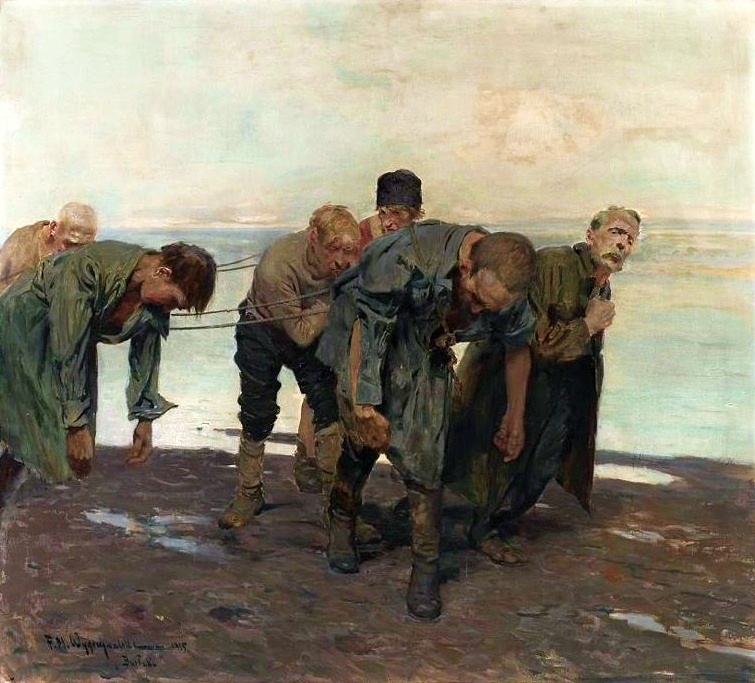
Ф. Вигживальський, Бурлаки, 1925 р.

Походження слова бурлак остаточно не з'ясоване, припускається зв'язок з рос. *бурло, укр. бурлій, бурла («крикун, галаслива людина»), рос. бурлан («крикун», «забіяка», «холостяк»), укр. бурло («лайка», «нарікання»), що походять від звуконаслідувального прасл. *bur-. У цьому разі можливий такий семантичний розвиток: «крикун, галаслива людина» → «забіяка», «холостяк» → «бродяга», «заробітчанин», «бурлак». Менш ймовірна версія тюркського походження: від гіпотетичного заст. тат. *бурлак, *бургалак («той, що крутить линву чи вірьовку»), яке виводиться з тюрк. *bur- («крутити, вертіти»). Сумнівна також гіпотеза запозичення з германських мов: гіпотетичне *burjag (що змінило суфікс під впливом тюркських мов) зводиться до дав.-ісл. *būringar, *buri (прізвисько карлика) чи давн.в-нім. giburian («відбуватися», «бути належним»), in bor(e) («уверх, вгору»), і далі до пра-і.є. *bher-; або виведення від сер.-н.-нім. bûrlach («селянство»), bûrschap («селянська община», «цивільне право»). Слово бурлак було запозичене в східних слов'ян і деякими іншими мовами: рум. burlác, лит. burlōkas, латис. burlāks, фін. purlakka, азерб. і тат. бурлак.
У «Словнику Брокгауза і Єфрона» зазначається, що «бурлаками» називали всіх селян-заробітчан, але найчастіше саме тих, хто працював на річкових суднах. У Словнику Даля наводяться такі значення слова «бурлак, бурлака»: «крестьянин, идущий в чужбину на заработки, особ. на речные суда», «неженатый, холостой, одинокий», «бездомок, шатун, побродяга», «буйный, своевольный, грубый, дикий». У «Словарі української мови» Б. Д. Грінченка «бурлак» наводиться як варіант слова «бурлака» і тлумачиться як «бобиль, бездомна людина, робітник удалині від батьківщини» чи «парубок, неодружений».
На українських територіях XIX — початку XX століть робітників, які тягали судна линвою, називали «галівниками». Це слово пов'язане з дієсловом галювати («тягнути судно проти води людьми чи кіньми»), яке через пол. halować, holować сходить до нім. holen («приносити», «привозити», «приводити»).

## Історія
У Московській державі бурлаки з'явилися наприкінці XVI — початку XVII століть. Основну масу бурлаків становили кріпаки-втікачі та кріпаки, відпущені поміщиками на заробітки («під оброк»). Широке використання бурлацької тяги було зумовлене зростанням обсягів річкового транспорту при недосконалості технічних засобів.
Головними районами бурлацтва були Волзький і Дніпровський водні шляхи, всеросійською «столицею» бурлаків був Рибінськ на Волзі. Серед бурлаків розрізнялися корінні, які були взяті на весь шлях із завдатком, і додаткові, найняті тимчасово, без строку і без завдатків. У XVIII—XIX століттях основним типом судна, на якому використовувалася бурлацька тяга, була розшива. Бурлаки зазвичай об'єднувалися в артілі, з чітким розподілом обов'язків. Типовими спеціалізаціями були такі: старший водолив (відповідав за підмочку товару й виконував обов'язки тесляра), лоцман, шишка (був передовим у лямці), двоє косних (при плаванні на судні були зобов'язані лазити на щоглу, а при тязі — розпутувати линву і відчіпляти її від перешкод). Линва чи бичова́ (рос. бечева) мала довжину близько 100 сажнів (210 м) і товщину 3 дюйми (7,5 см). Бичова кріпилася до розшиви таким чином, щоб кут між її напрямком і діаметральною площиною судна був якомога меншим (гострим), оскільки в такому разі докладане фізичне зусилля використовувалося найбільш повно. Оскільки маса товстої бичови була значною, для полегшення роботи з нею точка її кріплення була розташована на щоглі, якомога вище. На вільному її кінці кріпилися бурлацькі лямки — шкіряні петлі з ременя довжиною 1 сажень (бл. 210 см) і шириною 4 вершки (бл. 18 см).
Довжина бичови мала бути достатньою, щоб вести судно по фарватеру. Бурлаки йшли по спеціальній тропі вздовж берега — бечівнику. Він являв собою рівну дорогу й прокладався за можливості низьким берегом. На дуже високому берегу бичова починала «трубити»: оскільки точка її кріплення опинялася нижче людей, що її тягнули, їхня робота обтяжувалася вагою й самої бичови.
Розвиток пароплавства призводив до поступового занепаду бурлацтва, але воно продовжувало використовуватися й на початку XX століття. У СРСР бурлацька тяга була заборонена в 1929 році постановою НКШС, у підпорядкуванні якого до 1931 року перебував річковий транспорт.

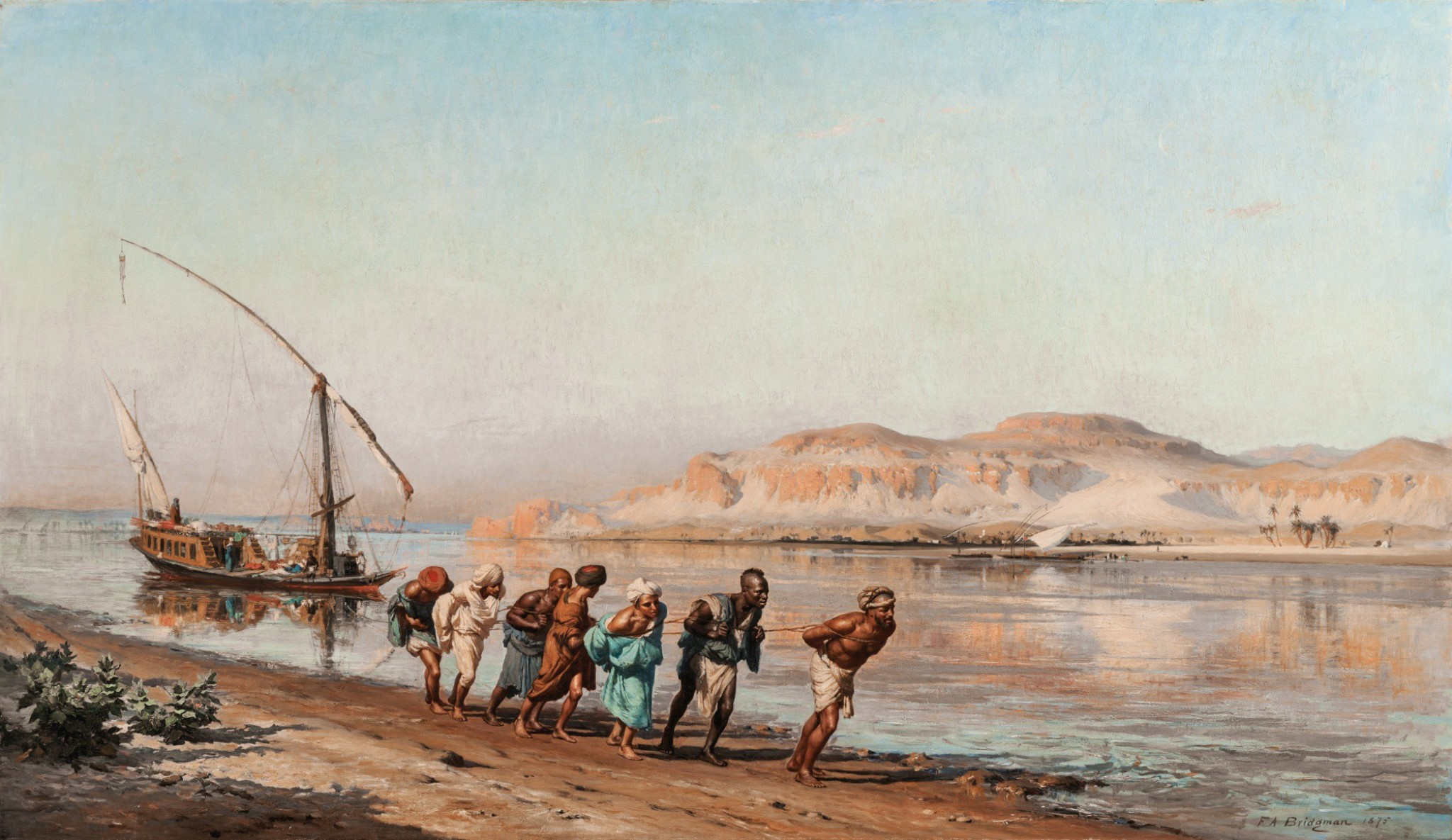
Ф. А. Бріджмен Ручне буксирування на Нілі, 1875

## У культурі
- «На Волге» — поезія М. О. Некрасова (1860).
- «Подлиповцы» — повість-нарис Ф. М. Решетникова (1864).
- «Бурлаки на Волзі» — картина І. Ю. Рєпіна (1873).

## Галерея

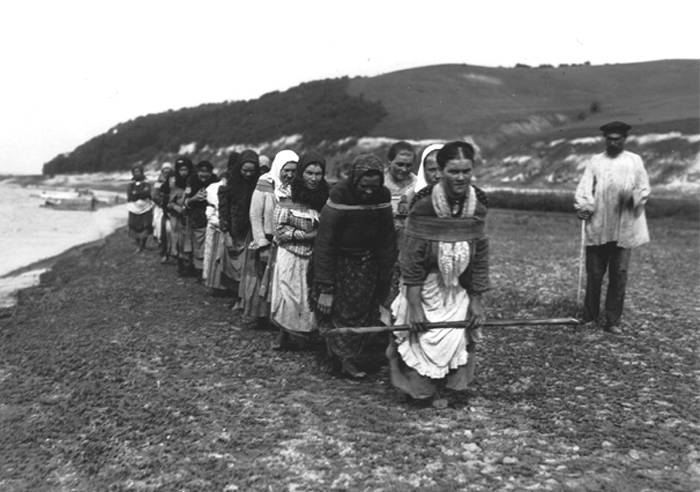
Жінки-бурлачки, 1900-ті.
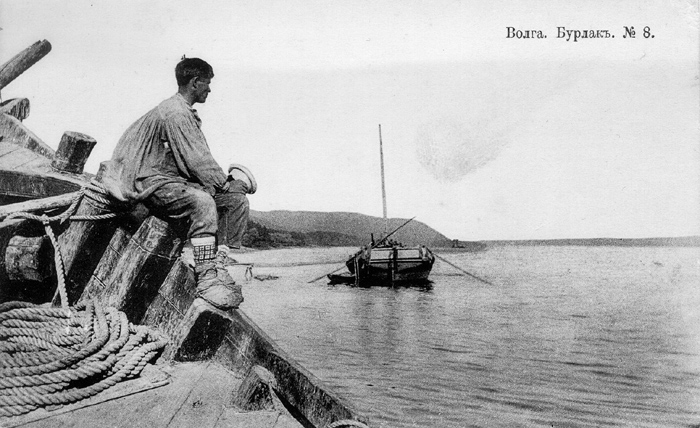
Бурлак, 1900-ті.
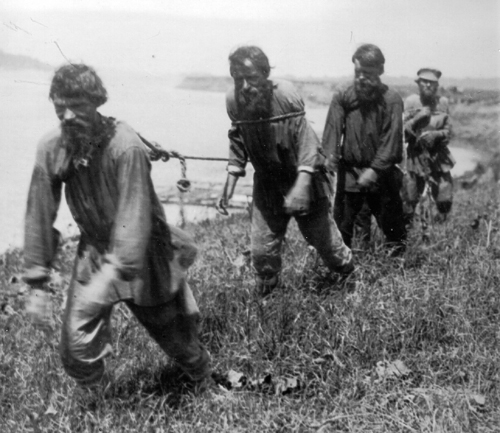
Бурлаки на Волзі, 1900-ті.
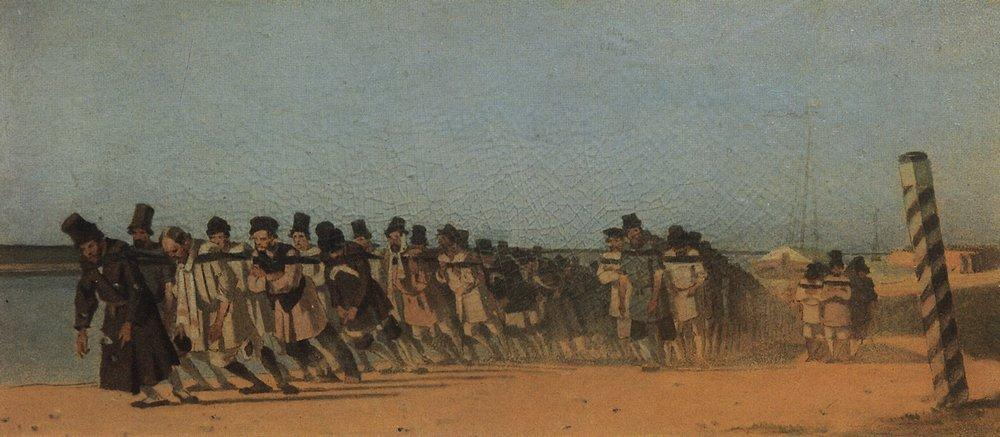
В. Верещагін Бурлаки. 1866
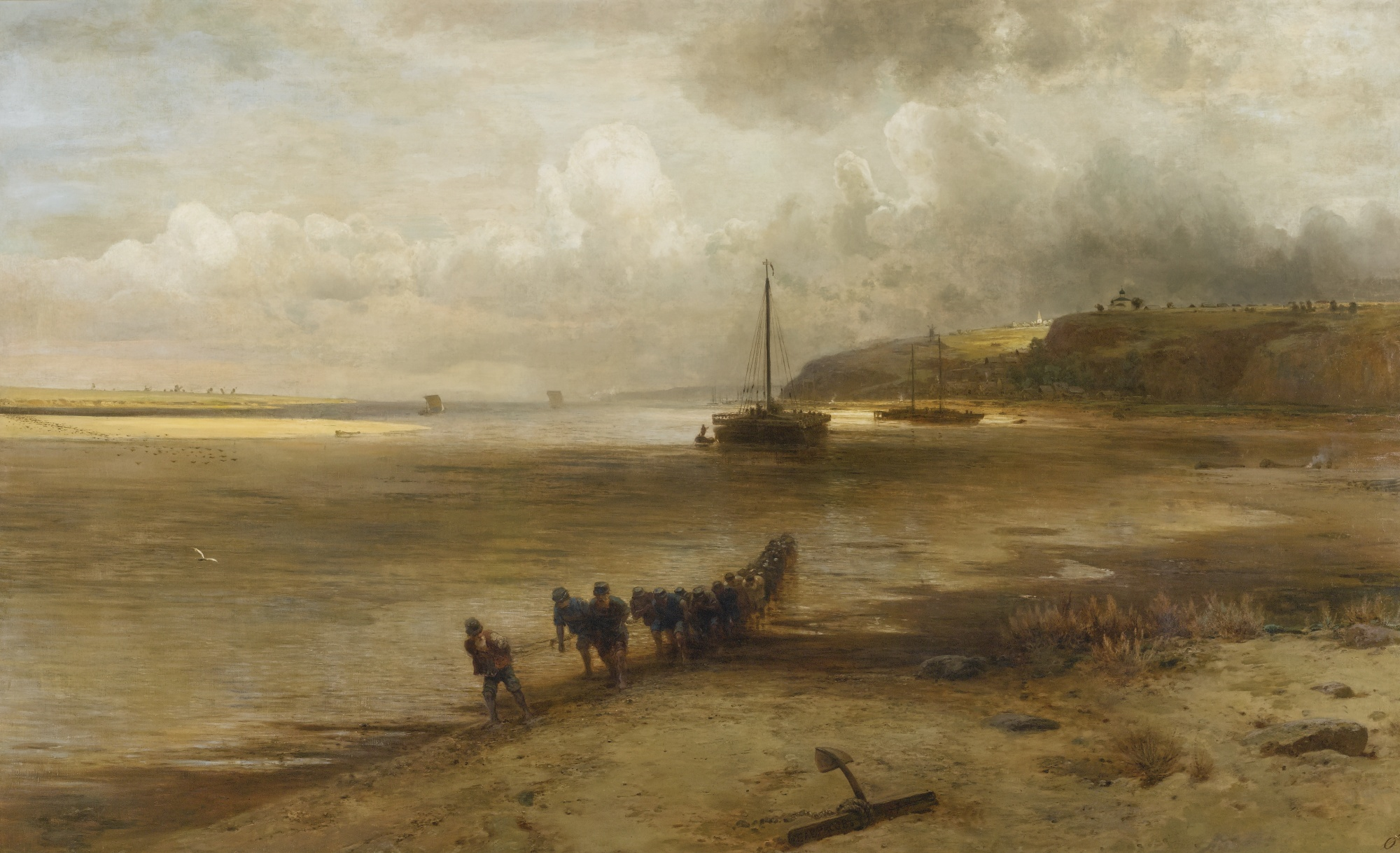
О. Саврасов. Волга під Юр'євцем. 1871